# Soulaines-sur-Aubance
Soulaines-sur-Aubance är en kommun i departementet Maine-et-Loire i regionen Pays de la Loire i nordvästra Frankrike. Kommunen ligger i kantonen Les Ponts-de-Cé som tillhör arrondissementet Angers. År 2022 hade Soulaines-sur-Aubance 1 344 invånare.

## Befolkningsutveckling
Antalet invånare i kommunen Soulaines-sur-Aubance
| Referens: INSEE |